# Gruppi di Conway
Nell'area dell'algebra astratta nota come teoria dei gruppi, i gruppi di Conway sono i tre gruppi semplici sporadici Co1, Co2 e Co3 insieme al relativo gruppo finito Co0 identificato da John Horton Conway nel 1969.
Co0, il più grande dei gruppi di Conway, è il gruppo degli automorfismi del reticolo di Leech Λ rispetto all'addizione e al prodotto scalare ed ha ordine
8 315 553 613 086 720 000
ma non è un gruppo semplice.
Il gruppo semplice Co1 di ordine
4 157 776 806 543 360 000 = 221 · 39 · 54 · 72 · 11 · 13 · 23
è definito come il quoziente di Co0 rispetto al suo centro, che consiste nelle matrici scalari ±1.
I gruppi Co2 di ordine
42 305 421 312 000 = 218 · 36 · 53 · 7 · 11 · 23
e Co3 di ordine
495 766 656 000 = 210 · 37 · 53 · 7 · 11 · 23
sono costituiti dagli automorfismi di Λ che fissano un vettore reticolare di tipo 2 e di tipo 3, rispettivamente. Poiché lo scalare -1 non fissa alcun vettore non nullo, questi due gruppi sono isomorfi ai sottogruppi di Co1.
Il prodotto interno sul reticolo Leech è definito come 1/8 della somma dei prodotti delle rispettive coordinate dei due vettori moltiplicandi ed è un numero intero.
La norma quadrata di un vettore è il suo prodotto interno con se stesso ed è sempre un numero intero pari. Normalmente, per tipo di vettore del reticolo di Leech s'intende la metà della sua norma quadrata. I sottogruppi sono spesso denominati in riferimento ai tipi dei punti fissi rilevanti. Questo reticolo non ha vettori di tipo 1.